# Saison 5 de Chapeau melon et bottes de cuir
Chronologie
Saison 4 Saison 6
Cet article présente les épisodes de la cinquième saison de la série télévisée britannique Chapeau melon et bottes de cuir, première série (The Avengers), diffusée de 14 janvier 1967 au 18 novembre 1967 sur ITV.
La saison 1, principalement diffusée en direct, n'a pas été considérée comme une « vraie saison » sur le plan commercial : la commercialisation de la série en DVD ignore totalement cette saison. La deuxième saison est donc dénommée commercialement « saison 1 », etc., etc., cette saison 5 a donc été commercialisée sous le nom de « saison 4 ».

## Fiche technique
- Musique : Laurie Johnson
- Costumes de Patrick Macnee : Pierre Cardin
- Costumes de Diana Rigg : Alun Hughes
- Superviseur au montage : Peter Tanner
- Responsable des cascades : Ray Austin
- Producteur exécutif : Julian Wintle
- Producteurs : Albert Fennell et Brian Clemens, pour l'Associated British Corporation (ABC Production)
- Durée de chaque épisode : 52 min - Couleurs

## Distribution principale
- Patrick Macnee : John Steed
- Diana Rigg : Emma Peel

## Épisodes

### Épisode 1:Les marchands de peur
Fiche technique
- Titre original : The Fear Merchants
- Sous-titre : Steed plonge dans le noir - Emma frissonne (Steed puts out a Light - Emma takes Fright)
- Réalisateur : Gordon Flemyng
- Scénario : Philip Levene
- Directeur de la photographie : Wilkie Cooper
- Directeur artistique : Fred Carter
- Décors : Wilfred Shingleton
- Costumes : Jean Fairlie
- Date de première diffusion :  Royaume-Uni : 21 janvier 1967

Reste de la distribution
- Patrick Cargill : Pemberton
- Brian Wilde : Raven
- Annette Carell : Le docteur Voss
- Garfield Morgan : Gilbert
- Andrew Keir : Crawley
- Jeremy Burnham : Gordon White
- Edward Burnham : Meadows
- Bernard Horsfall : Fox
- Ruth Trouncer : Le docteur Hill
- Declan Mulholland : Saunders
- Philip Ross : l'assistant hospitalier

Résumé
Un homme devient fou après avoir été confronté à sa phobie, se retrouvant seul au milieu d'un grand espace désert, un stade en l'occurrence. 
John Steed et Emma Peel découvrent qu'il était chef d'entreprise dans la céramique et que d'autres personnes ont été de même confrontées à leurs propres phobies : phobie de la vitesse, phobie des araignées, etc. 
L'enquête les mène auprès d'une société qui propose, moyennant importante rétribution, à des hommes d'affaires d'éliminer leurs concurrents... 
Steed va donc se faire passer pour un « homme d'affaires », dont la « concurrente » est Emma Peel. Cette dernière est enlevée, mais est sauvée de justesse par Steed. 
Et l'on apprendra à la fin de l'épisode que la peur intime de Steed est celle... d'être en manque de champagne !

### Épisode 2:Remontons le temps
Fiche technique
- Titre original : Escape in Time
- Sous-titre : Steed passe chez le barbier - Emma glisse sur le fil du rasoir (Steed visits the Barber - Emma has a close Shave !)
- Réalisateur : John Krish
- Scénario : Philip Levene
- Directeur de la photographie : Wilkie Cooper
- Directeur artistique : Fred Carter
- Décors : Wilfred Shingleton
- Costumes : Hilda Geerts
- Montage : Tony Palk
- Date de première diffusion :  Royaume-Uni : 28 janvier 1967

Reste de la distribution
- Peter Bowles : Waldo Thyssen
- Geoffrey Bayldon : Clapham
- Judy Parfitt : Vesta
- Imogen Hassall : Anjali
- Edward Caddick : Sweeney
- Nicholas Smith : Parker
- Roger Booth : Tubby Vincent
- Richard Montez : Josino
- Clifford Earl : Paxton
- Rocky Taylor : Mitchell

Résumé
Un agent meurt avec une balle d'une balle du XVIe siècle dans le corps. Un second, mortellement blessé, parvient à remettre un indice à Steed et Mme Peel : l'indication d'une filière d'évasion pour des malfrats. 
Ceci les conduit chez un homme proposant aux truands qui viennent le trouver de « disparaître » dans les couloirs du temps, à l'époque de leur choix, grâce à une machine à voyager dans le temps. 
Steed et Mme Peel vont aussi se faire passer pour des truands pour démanteler le réseau de délinquants.

### Épisode 3:L'oiseau qui en savait trop
Fiche technique
- Titre original : The Bird who knew too much
- Sous-titre : Steed regarde voyager les pigeons - Emma attrape l'oiseau (Steed fancies Pigeons - Emma gets the Bird)
- Réalisateur : Roy Rossotti
- Scénario : Brian Clemens, d'après une histoire d'Alan Pattillo
- Directeur de la photographie : Wilkie Cooper
- Directeur artistique : Fred Carter
- Décors : Wilfred Shingleton
- Costumes : Hilda Geerts
- Date de première diffusion :  Royaume-Uni : 11 février 1967

Reste de la distribution
- Ron Moody : Jordan
- Ilona Rodgers : Samantha Slade
- Kenneth Cope : Tom Savage
- Michael Coles : Verret
- John Wood : Twitter
- Anthony Valentine : Cunliffe
- Clive Colin-Bowler : Robin
- John Lee : Mark Pearson

Résumé
Des agents secrets ont été abattus. Par ailleurs des photos aériennes, destinées à l'étranger, ont été prises au sujet de l'implantation d'une base de missiles, mais de quelle manière ? 
Steed et Mme Peel sont amenés à enquêter dans un studio-photo et sur une exposition d'oiseaux…
Et le capitaine Crusoé dont il est question ici est un perroquet aux capacités étonnantes…
Remarque
Le titre est une référence évidente à trois films d'Alfred Hitchcock : les deux versions de L'Homme qui en savait trop (1934) et (1956) ainsi que Les Oiseaux (1963).

### Épisode 4:Bons baisers de Vénus
Fiche technique
- Titre original : From Venus with Love
- Sous-titre : Steed est criblé de balles - Emma voit des étoiles (Steed is shoot full of Holes - Emma sees Stars !)
- Réalisateur : Robert Day
- Scénario : Philip Levene
- Directeur de la photographie : Wilkie Cooper
- Directeur artistique : Fred Carter
- Décors : Wilfred Shingleton
- Costumes : Hilda Geerts
- Montage : Tony Palk
- Date de première diffusion :  Royaume-Uni : 14 janvier 1967

Reste de la distribution
- Barbara Shelley : Vénus
- Philip Locke : Primble
- Jon Pertwee : Le brigadier Whitehead
- Derek Newark : Crawford
- Jeremy Lloyd : Bertram Smith
- Juliet Harmer : Jill Manson
- Adrian Ropes : Jennings
- Arthur Cox : Clarke
- Paul Gillard : Cosgrove
- Michael Lynch : Hadley
- Kenneth Benda : Mansford

Résumé
Des astronomes amateurs meurent de la même étrange manière : ils sont retrouvés à terre près de leur télescope, avec les cheveux blancs, prématurément vieillis. 
Comme ils faisaient partie de la même association d'astronomie, consacrée à Vénus et dirigée par une femme s'appelant Venus Brown, Steed et Mme Peel vont y enquêter. 
Ils seront confrontés à une curieuse boule de lumière blanche mobile… Attaque des Vénusiens, ou habile escroquerie ?

### Épisode 5:L'homme transparent
Fiche technique
- Titre original : The See-Through Man
- Sous-titre : Steed fait la bombe - Emma est endormie (Steed makes a Bomb - Emma is put to sleep !)
- Réalisateur : Robert Asher
- Scénario : Philip Levene
- Directeur de la photographie : Wilkie Cooper
- Directeur artistique : Fred Carter
- Décors : Wilfred Shingleton
- Costumes : Hilda Geerts
- Date de première diffusion :  Royaume-Uni : 4 février 1967

Reste de la distribution
- Moira Lister : Elena
- Warren Mitchell : Brodny
- Roy Kinnear : Quilby
- Jonathan Elsom : Ackroyd
- John Nettleton : Sir Andrew Ford
- Harvey Hall : Ulric
- David Glover : Wilton

Résumé
Un formule d'invisibilité est dérobée dans le Ministère de la Défense par un homme lui-même invisible. Les indices mènent Steed et Mme Peel vers l'inventeur Quilby, qui avait vendu la formule à un couple d'agents étrangers, en résidence dans leur ambassade. Ces agents secrets semblent être à l'origine du vol dans le ministère, mais aussi de la tentative de suppression de ceux qui en savent trop… D'autant plus qu'ils se préparent à quitter le Royaume-Uni en emportant la formule.
Remarques
- Réapparition du loufoque Vladimir Brodny (vu dans Un Steed de trop, saison 4), la reprise d'un personnage est pourtant extrêmement rare. Cet épisode est le premier (sur trois) sur le thème de l'invisibilité : le deuxième est Les évadés du monastère (saison 6) puis Le Visage.

- La puissance étrangère impliquée dans l'épisode est manifestement un pays du bloc communiste, tant les références au communisme et aux pays slaves sont nombreux (téléphone, habits, tapisserie rouges ; Vladimir Brodsky ; accent slave des personnages ; etc).

### Épisode 6:Le vengeur volant
Fiche technique
- Titre original : The Winged Avenger
- Sous-titre : Steed observe les oiseaux - Emma monte au plafond (Steed goes Birds watching - Emma does a Comic Strip)
- Réalisateurs : Gordon Flemyng et Peter Duffell
- Scénario : Richard Harris
- Directeur de la photographie : Alan Hume
- Directeur artistique : Fred Carter
- Décors : Wilfred Shingleton
- Costumes : Hilda Geerts
- Inserts de bande dessinée : Frank Bellamy
- Montage : Tony Palk
- Date de première diffusion :  Royaume-Uni : 18 février 1967

Reste de la distribution
- Nigel Green : Sir Lexius Gray
- Jack MacGowran : Le professeur Poole
- Neil Hallett : Arnie Packer
- Colin Jeavons : Stanton
- Roy Patrick : Julian
- John Garrie : Tay-Ling
- Donald Pickering : Peter Roberts
- William Fox : Simon Roberts
- A.J. Brown : Dawson
- Hilary Wontner : Dumayn
- John Cocker : Fothers
- Ann Sidney : Gerda

Résumé
Des hommes d'affaires sont trouvés morts dans leurs bureaux respectifs, pourtant difficiles d'accès, le corps et les vêtements lacérés de curieuses griffures, comme s'ils avaient été attaqués par un gros rapace. Steed et Mme Peel dénichent une bande dessinée mettant en scène un « Vengeur volant » : et si l'assassin s'était inspiré de cette BD pour commettre ses méfaits ? Et si c'était l'un des membres de la petite équipe qui réalise la BD ? Il est aussi question, dans l'épisode, de bottes magnétiques permettant de marcher au plafond ou le long des murs : de telles bottes auraient pu aider l'assassin…
Remarque
On entend en fond sonore une musique de Madison, typique des années 1960.

### Épisode 7:Le mort vivant
Fiche technique
- Titre original : The Living Dead
- Sous-titre : Steed va au charbon - Emma descend au fond (Steed finds a Mine of Information - Emma goes Underground)
- Réalisateur : John Krish
- Scénario : Brian Clemens, d'après une histoire d'Anthony Marriott
- Décors : Robert Jones
- Directeur de la photographie : Alan Hume
- Directeur artistique : Fred Carter
- Costumes : Jean Fairlie
- Montage : Lionel Selwyn
- Date de première diffusion :  Royaume-Uni : 25 février 1967

Reste de la distribution
- Julian Glover : Masgard
- Pamela Ann Davy : Mandy
- Howard Marion Crawford : Geoffrey
- Jack Woolgar : Kermit
- Jack Watson : Hopper
- Edward Underdown : Hupert
- John Cater : Olliphant
- Vernon Dobtcheff : Spencer
- Alister Williamson : Tom

Résumé
Steed et Mme Peel s'intéressent au cas d'un ivrogne qui, au sortir du bistrot d'un petit village, a vu surgir un « fantôme », habillé de blanc, en l'occurrence le 15e Duc de Benedict, du cimetière jouxtant la chapelle, où Mme Peel disparaît mystérieusement. Steed s'achemine alors vers une mine de charbon voisine, en apparence désaffectée… Sous le sol, on écouvrira une étrange ville susceptible d'héberger des ennemis de la Couronne… Steed, découvert, manquera d'ailleurs de se faire fusiller : heureusement qu'Emma Peel arrive juste à temps !
Remarque
Si l'intrigue ressemble de manière frappante à celle de Voyage sans Retour (The Town of no Return, saison 4), ce n'est cependant pas un remake.

### Épisode 8:Le tigre caché
Fiche technique
- Titre original : The Hidden Tiger
- Sous-titre : Steed chasse un grand fauve - Emma se fait griffer (Steed hunts a Big Cat - Emma is badly scratched)
- Réalisateur : Sidney Hayers
- Scénario : Philip Levene
- Directeur de la photographie : Ernest Steward
- Directeur artistique : Len Townsend
- Décors : Robert Jones
- Costumes : Jean Fairlie
- Montage : Tony Palk
- Date de première diffusion :  Royaume-Uni : 4 mars 1967

Reste de la distribution
- Ronnie Barker : Cheshire
- Lyndon Brook : Le docteur Manx
- Gabrielle Drake : Angora
- John Phillips : Nesbitt
- Michael Forrest : Peters
- Stanley Meadows : Erskine
- Jack Gwillim : Sir David Harper
- Frederick Treves : Dawson
- Brian Haines : Samuel Jones
- John Moore : Williams
- Reg Pritchard : Bellamy

Résumé
Plusieurs hommes meurent, victimes semble-t-il d'un grand fauve ; on les retrouve les vêtements en lambeaux. La piste conduit Steed et Mme Peel dans un centre d'hébergement pour chats... Bizarrement, les personnes tuées faisaient toutes parties du conseil d'administration du centre : pourquoi les a-t-on tuées, et comment ?

### Épisode 9:Meurtres distingués
Fiche technique
- Titre original : The Correct Way to kill
- Sous-titre : Steed change de partenaire - Emma passe à l'ennemi (Steed changes Partners - Emma joins the Enemy)
- Réalisateur : Charles Crichton
- Scénario : Brian Clemens
- Directeur de la photographie : Alan Hume
- Directeur artistique : Kenneth Tait
- Décors : Robert Jones
- Costumes : Jean Fairlie
- Montage : Lionel Selwyn
- Date de première diffusion :  Royaume-Uni : 11 mars 1967

Reste de la distribution
- Anna Quayle : Olga
- Michael Gough : Nutski
- Philip Madoc : Ivan
- Terence Alexander : Ponsonby
- Peter Barkworth : Percy
- Graham Armitage : Algy
- Timothy Bateson : Merryweather
- Joanna Jones : Hilda
- Edwin Apps : Winters
- John G. Heller : Groski

Résumé
L'agent du KGB Brodsky est assassiné par deux « gentlemen » britanniques. Les services secrets britanniques seraient-ils dans le coup ? 
Par mesure de rétorsion, le KGB riposte et tente sans succès de tuer Steed, qui va alors voir le résident du KGB pour proposer une trêve et une union temporaire afin de faire la lumière sur cette affaire. 
Steed va donc faire équipe avec la « camarade Olga », tandis qu'Emma Peel va faire équipe avec Ivan. Les enquêtes parallèles des 4 héros va les amener, d'une part dans les locaux d'une association chargée de transformer des « hommes de la rue » en « gentlemen » en leur apprenant les bonnes manières, d'autre part au cabinet médical d'un podologue, qui étrangement se fait livrer des caisses de parapluies...
Remarque
Il s'agit d'un remake de l'épisode Les Charmeurs (The Charmers, saison 3).

### Épisode 10:Interférences
Fiche technique
- Titre original : Never, never say die
- Sous-titre : Steed rencontre un mort - Emma combat le cadavre (Steed meets a Dead Man - Emma fights the Corpse)
- Réalisateur : Robert Day
- Scénario : Philip Levene
- Directeur de la photographie : Ernest Steward
- Directeur artistique : Len Townsend
- Décors : Robert Jones
- Costumes : Jean Fairlie
- Date de première diffusion :  Royaume-Uni : 18 mars 1967

Reste de la distribution
- Christopher Lee : Le professeur Franck N. Stone / l'androïde
- Jeremy Young : Le docteur Penrose
- Patricia English : Le docteur James
- David Kernan : Eccles
- Christopher Benjamin : Whittle
- John Junkin : Le sergent
- Peter Dennis : Le soldat
- Geoffrey Reed : Carter
- Alan Chuntz : Selby
- Arnold Ridley : Elderly Gent
- David Gregory : Le jeune homme
- Karen Ford : L'infirmière

Résumé
Un homme, victime d'un accident mortel de voiture, quitte pourtant l'hôpital où il a été conduit, bien vivant !  Il est victime, notamment, d'une sensibilité extrême aux ondes radio, et détruit tout appareil émettant ou recevant de telles ondes.
Les indices mènent Steed et Mme Peel à un Centre de recherches dont le directeur, le professeur Stone, est l'homme en question ! 
Or, les expériences réalisées dans le Centre visent à créer des androïdes, doubles parfaits de leurs modèles. Steed et Emma rencontreront d'ailleurs leurs propres doubles…

### Épisode 11:Caméra meurtre
Fiche technique
- Titre original : Epic
- Sous-titre : Steed rattrape une étoile filante - Emma fait du cinéma (Steed catches a Falling Star - Emma makes a Movie)
- Réalisateur : James Hill
- Scénario : Brian Clemens
- Directeur de la photographie : Alan Hume
- Directeur artistique : Kenneth Tait
- Décors : Robert Jones
- Costumes : Jean Fairlie
- Montage : Tony Palk
- Date de première diffusion :  Royaume-Uni : 1er avril 1967

Reste de la distribution
- Peter Wyngarde : Stewart Kirby
- Isa Miranda : Damita Syn
- Kenneth J. Warren : Z.Z. Von Schnerk
- David Lodge : Le policier
- Anthony Dawes : L'acteur

Résumé
Mme Peel est enlevée et se retrouve prisonnière dans des studios de cinéma désaffectés. Un producteur fou et avide d'argent, avec l'aide de deux anciennes vedettes, a décidé de mettre en scène la mort d'Emma, de manière plus vraie que nature ! 
Emma tente de s'échapper, poursuivie par ces déments qui mènent à bien leur projet de film.
Mais Steed va jouer le rôle du héros…

### Épisode 12:Le dernier des sept
Fiche technique
- Titre original : The Superlative Seven
- Sous-titre : Steed s'envole au bout du monde - Emma clôture le bal (Steed flies to Nowhere - Emma goes her Party Piece)
- Réalisateur : Sidney Hayers
- Scénario : Brian Clemens
- Directeur de la photographie : Ernest Steward
- Directeur artistique : Len Townsend
- Décors : Robert Jones
- Costumes : Jean Fairlie
- Montage : Lionel Selwyn
- Date de première diffusion :  Royaume-Uni : 8 avril 1967

Reste de la distribution
- Charlotte Rampling : Hana
- Brian Blessed : Mark Dayton
- James Maxwell : Jason Wade
- Hugh Manning : Max Hardy
- Leon Greene : Freddy Richards
- Gary Hope : Joe Smith
- Donald Sutherland : Jessel
- John Hollis : Kanwitch
- Margaret Neale : La stewardesse
- Terry Plummer : Toy Sung

Résumé
Invité à une soirée costumée, Steed se déguise en général d'opérette. Mais il se retrouve prisonnier à bord d'un avion avec 6 autres convives. Quelques heures après, l'avion atterrit sur une île.
Un inconnu leur annonce par micro que tous les 7 sont des personnes sélectionnées pour leur aptitude à se battre, mais que parmi eux se cache un tueur qui éliminera les autres un par un. Qui peut-il être ?
Steed devra se débrouiller seul, sans sa partenaire Mme Peel… Et chacun des sept soupçonne les autres d'être le mystérieux tueur. La situation deviendra critique lorsque deux, trois puis quatre des sept membres se feront successivement assassiner…
Remarque
Episode dans lequel Emma Peel est quasi absente, sauf à la fin, quand elle intervient pour sauver Steed. Cet épisode est un remake de l'épisode Balles Costumées (Dressed to kill - saison 3).
La mort au fur et à mesure des personnages rappelle le roman Dix petits nègres d'Agatha Christie.

### Épisode 13:Une petite gare désaffectée
Fiche technique
- Titre original : A Funny Thing happened on the Way to the Station
- Sous-titre : Steed est mal aiguillé - Emma va au terminus  (Steed goes off the Rails - Emma finds her Station in Life)
- Réalisateur : John Krish
- Scénario : Brian Clemens et Roger Marshall (crédités ensemble sous le pseudonyme de "Brian Sheriff")
- Directeur de la photographie : Alan Hume
- Directeur artistique : K. McCallum Tait
- Décors : Robert Jones
- Costumes : Jean Fairlie
- Montage : Tony Palk
- Date de première diffusion :  Royaume-Uni : 15 avril 1967

Reste de la distribution
- James Hayter : Le contrôleur
- John Laurie : Crewe
- Drewe Henley : Le jeune marié
- Isla Blair : La jeune mariée
- Tim Barrett : Salt
- Richard Caldicot : L'amiral
- Dyson Lovell : Warren
- Peter J. Elliott : Le domestique
- Michael Nightingale : Lucas
- Noel Davis : Le secrétaire

Résumé
Malgré la disparition d'un agent qui devait les informer, et dont on découvrira le corps sans vie dans une malle abandonnée dans une gare désaffectée devenue le repaires des « méchants », Steed et Mme Peel montent dans un train où doit voyager dans quelques heures le Premier ministre britannique.
Ils découvrent un complot visant à l'assassiner, dont les instigateurs sont dissimulés à bord, munis d'une bombe à retardement…

### Épisode 14:Rien ne va plus dans la nursery
Fiche technique
- Titre original : Something Nasty in the Nursery
- Sous-titre : Steed prend une nounou - Emma veut des jouets (Steed acquires a Nanny - Emma shops for Toys !)
- Réalisateur : James Hill
- Scénario : Philip Levene
- Directeur de la photographie : Ernest Steward
- Directeur artistique : Len Townsend
- Décors : Robert Jones
- Costumes : Jean Fairlie
- Montage : Lionel Selwyn
- Date de première diffusion :  Royaume-Uni : 22 avril 1967

Reste de la distribution
- Dudley Foster : M. Goat
- Yootha Joyce : Miss Lister
- Paul Eddington : Beaumont
- Paul Hardwick : Webster
- Patrick Newell : Sir George Collins
- Geoffrey Sumner : Le général Wilmot
- Trevor Bannister : Gordon
- Clive Dunn : Martin
- George Merritt : James
- Enid Lorimer : Nounou Roberts
- Louie Ramsay : Nounou Smith
- Penelope Keith : Nounou Brown
- Dennis Chinnery : Dobson

Résumé
Des documents confidentiels et des informations secrètes sont subtilisés auprès de hauts fonctionnaires et militaires apparemment retombés en enfance. 
Les soupçons de Steed et Mme Peel se portent sur une école de nounous, dans la mesure où les victimes connaissaient tous la même nounou. Steed se présente à l'école et veut rencontrer cette nounou, aujourd'hui âgée de 80 ans.
Par la suite, Steed et Emma comprennent qu'un groupe d'agents secrets ennemis remet aux victimes un ballon enduit d'une drogue hallucinogène. Reste à trouver les membres de la bande et à les mettre hors d'état de nuire.
Emma Peel sera brièvement victime de la substance hallucinogène.

### Épisode 15:Le joker
Fiche technique
- Titre original : The Joker
- Sous-titre : Steed garde la main - Emma fait cavalier seul (Steed trumps an Ace - Emma plays a Lone Hand)
- Réalisateur : Sidney Hayers
- Scénario : Brian Clemens
- Directeur de la photographie : Alan Hume
- Directeur artistique : K. McCallum Tait
- Décors : Robert Jones
- Costumes : Jean Fairlie
- Date de première diffusion :  Royaume-Uni : 29 avril 1967

Reste de la distribution
- Peter Jeffrey : Prendergast
- Sally Nesbitt : Ola
- Ronald Lacey : L'étrange jeune homme
- John Stone : Le major George Fancy

Résumé
Steed tombe dans l'escalier et se fait une entorse : il ne pourra pas accompagner Emma Peel pour son petit week-end…
En effet Emma a été invitée par un joueur de bridge dans sa demeure isolée. Arrivée là-bas, elle réalise qu'elle est tombée dans un traquenard. Elle rencontre une mystérieuse jeune femme, Ola, et un inconnu qui reste dans l'ombre semble vouloir l'éliminer. 
Puis, trop seule dans cette demeure trop grande, elle est en proie à la peur quand des portes claquent, un gramophone fonctionne seul, des fleurs sont disposées sur son lit à son insu, etc.
Mme Peel affronte seule son effroi et les inconnus qui l'assaillent, jusqu'à l'intervention finale de Steed…
Remarque
- Remake de l'épisode Ne vous retournez pas (Don't Look Behind You - saison 3). Diana Rigg reprend dans Le Joker le rôle de son prédécesseur Honor Blackman.

### Épisode 16:Qui suis-je???
Fiche technique
- Titre original : Who's who ???
- Sous-titre : Steed perd ses esprits - Emma est hors d'elle (Steed goes out of his Mind - Emma is beside Herself)
- Réalisateur : John Moxey
- Scénario : Philip Levene
- Directeur de la photographie : Ernest Steward
- Directeur artistique : Len Townsend
- Décors : Robert Jones
- Costumes : Jean Fairlie
- Montage : Lionel Selwyn
- Date de première diffusion :  Royaume-Uni : 6 mai 1967

Reste de la distribution
- Patricia Haines : Lola
- Freddie Jones : Basil
- Campbell Singer : Major B
- Peter Reynolds : Tulipe
- Arnold Diamond : Krelmar
- Philip Levene :  Narcisse
- Malcolm Taylor : Hooper

Résumé
Une invention permet à deux agents étrangers, Basil et Lola, de transférer leurs esprits dans les corps de Steed et d'Emma Peel, et vice-versa, d'où une série de quiproquos et l'assassinat en toute impunité de plusieurs agents britanniques par Basil et Lola avec les corps de John et Emma…
Emma et Steed devront dans un premier temps se libérer de leurs entraves, puis trouver l'endroit où a été cachée la machine, avant de faire revenir les deux « méchants » afin de procéder à un nouvel échange des esprits.
Remarques
Troisième épisode sur le thème des doubles. Mise en abyme : les corps des deux agents étant occupés par l'esprit de leurs ennemis, Steed et Peel se comportent de manière… particulière… 
On retiendra notamment un langoureux baiser entre eux deux effectué par les méchants, un tel fait ne se reproduira plus (le baiser d'adieu de Mme Peel dans le 1er épisode de la saison 6 restera, lui, chaste).
L'épisode Jeu à Trois Mains (Three-Handed Game, saison 7), reprendra l'idée principale de l'intrigue de Qui suis-je ??? (transfert de cerveaux).

### Épisode 17:La porte de la mort
Fiche technique
- Titre original : Death's Door
- Sous-titre : Steed suit un cauchemar - Emma voit la lumière (Steed relives a Nightmare - Emma sees Daylight)
- Réalisateur : Sidney Hayers
- Scénario : Philip Levene
- Directeur de la photographie : Ernest Steward
- Directeur artistique : Len Townsend
- Décors : Robert Jones
- Costumes : Gladys James
- Montage : Tony Palk
- Date de première diffusion :  Royaume-Uni : 7 octobre 1967

Reste de la distribution
- Clifford Evans (en) : Boyd
- William Lucas : Stapley
- Allan Cuthbertson : Lord Melford
- Marne Maitland : Becker
- Paul Dawkins : Le docteur Evans
- Michel Faure : Pavret
- Peter Thomas : Saunders
- William Lyon Brown : Dalby
- Terry Yorke : Haynes
- Tery Maidment : Jepson

Résumé
Des agents ennemis tentent de torpiller une conférence pour la paix en se glissant dans le cerveau d'un ministre des Affaires étrangères, puis dans celui de son successeur, chacun étant victime à tour de rôle d'un rêve prémonitoire leur montrant une mort certaine et prochaine s'ils pénétraient dans la salle de conférences. 
Steed et Mme Peel tentent de mettre fin à ces cauchemars en démontant le « modus operandi » … et en démasquant les coupables.

### Épisode 18:Le retour des cybernautes
Fiche technique
- Titre original : Return of the Cybernauts
- Sous-titre : Steed tire les ficelles - Emma est une marionnette (Steed pulls some Strings - Emma becomes a Puppet)
- Réalisateur : Robert Day
- Scénario : Philip Levene
- Directeur de la photographie : Ernest Steward
- Directeur artistique : Len Townsend
- Décors : Robert Jones
- Costumes : Gladys James
- Montage : Lionel Selwyn
- Date de première diffusion :  Royaume-Uni : 30 septembre 1967

Reste de la distribution
- Peter Cushing : Paul Beresford
- Frederick Jaeger : Benson
- Charles Tingwell : Le docteur Neville
- Fulton MacKay : Le professeur Chadwick
- Roger Hammond : Le docteur Russell
- Anthony Dutton : Le docteur Garnett
- Noel Coleman : Conroy
- Aimi MacDonald : Rosie
- Redmond Phillips : Hunt
- Terry Richards : Le cybernaute

Résumé
Paul Beresford est le frère du défunt docteur Armstrong, créateur des cybernautes. 
Il vient de kidnapper trois savants afin d'améliorer l'invention de son frère et se venger d'Emma et de John.
Il a donc créé un robot indestructible qui a enlevé les savants ; ces derniers doivent réaliser une invention lui permettant de se venger de John et d'Emma.
Beresford a invité le couple d'agents chez lui et courtise Emma, mais Steed est soupçonneux.
Les savants trouvent le moyen permettant à Beresford de se venger : des mécanismes miniaturisés placés dans les montres des deux héros va permettre de contrôler leur esprit. Ils deviendront, en quelque sorte, des cybernautes humains, totalement à la merci de la télécommande de Beresford. Bien que n'ayant plus la capacité d'être libres de leurs volontés, ils n'en resteront pas moins conscients. 
Beresford les invite à venir à son bureau, et enclenche le mécanisme. Si la montre d'Emma fonctionne, en revanche Steed n'a pas mis la sienne et se trouve donc hors du contrôle de Beresford...
Remarque
Deuxième volet de la trilogie des Cybernautes initiée par Les Cybernautes (saison 4) et se terminant par Le Dernier des Cybernautes (saison 7). C'est l'unique fois dans la série où Steed se montre clairement jaloux envers Mme Peel à cause de la cour faite par Beresford !

### Épisode 19:La chasse au trésor
Fiche technique
- Titre original : Dead Man's Treasure
- Sous-titre : Steed conduit - Emma prend la place du mort (Steed rallies around - Emma drives for her Life)
- Réalisateur : Sidney Hayers
- Scénario : Michael Winder
- Directeur de la photographie : Ernest Steward
- Directeur artistique : Len Townsend
- Décors : Robert Jones
- Costumes : Gladys James
- Montage : Tony Palk
- Date de première diffusion :  Royaume-Uni : 21 octobre 1967

Reste de la distribution
- Norman Bowler : Mike
- Valerie Van Ost : Penny
- Edwin Richfield : Alex
- Neil McCarthy : Carl
- Arthur Lowe : Benstead
- Ivor Dean : Bates
- Rio Fanning : Danvers
- Penny Bird : Miss Peabody
- Gerry Crampton : Le premier invité
- Peter J. Elliott : Le second invité

Résumé
Dans cet épisode vif et amusant, on apprend dès le début qu'un agent a dissimulé des documents secrets chez un amateur de rallyes automobiles, qui a organisé une « course au trésor » à laquelle Steed et Emma sont invités à participer. Le Grand prix de cette course au trésor est enfermé dans la boîte où les documents secrets ont été cachés !
Hélas, l'organisateur est assassiné sans avoir indiqué à Steed où se trouvait la boîte : Steed et Emma sont donc contraints de participer à la course.
S'ensuit une course entre plusieurs équipages tirés au sort :
- Steed est en compagnie d'une veuve dont la plupart des maris sont morts dans des circonstances affreuses ;
- Emma fait équipe avec un homme qui veut absolument gagner la course ;
- un équipage est composé de deux bandits qui, après tenté de cambrioler sans succès la maison du défunt, sont obligés de participer à la course ;
- les autres équipages seront éliminés dès le début de la course par les bandits qui ont disposé sur la route des clous entraînant la crevaison des pneus.

Les trois équipes principales (Steed, Emma, celle des bandits) font donc une course pour être les premiers à trouver le trésor, et donc les documents secrets.
On apprend à la fin de l'épisode que Mme Peel est une excellente conductrice « qui n'a pas froid aux yeux » !
Remarque
Les scènes ont été filmées rapidement et sans prendre garde aux détails. Ainsi on aperçoit, lors de la scène où Emma Peel surprend le cambrioleur, le petit ressort sur le sol qui lui permet de prendre son élan-envol vers le bandit. 

### Épisode 20:Un petit déjeuner trop lourd
Fiche technique
- Titre original : The £50,000 Breakfast
- Sous-titre : Steed lève un lévrier - Emma ronge un os (Steed dabbles in Tycoonery - Emma in Chicanery)
- Réalisateur : Robert Day
- Scénario : Roger Marshall, d'après une histoire de celui-ci et de Jeremy Scott
- Directeur de la photographie : Ernest Steward
- Directeur artistique : Len Townsend
- Décors : Robert Jones
- Costumes : Felix Evans
- Date de première diffusion :  Royaume-Uni : 14 octobre 1967

Reste de la distribution
- Cecil Parker : Glover
- Yolande Turner : Miss Pegram
- David Langton : Sir James Arnall
- Pauline Delany : Mme Rhodes
- Anneke Wills : Judy
- Cardew Robinson : Le ministre
- Eric Woofe : Le premier assistant
- Philippe Monnet : Le second assistant
- Richard Curnock : Rhodes
- Jon Laurimore : L'homme de la sécurité
- Richard Owens : Le mécanicien
- Michael Rothwell : L'homme du chenil
- Yole Marinelli : Jerezina
- Christopher Greatorex : Le premier docteur
- Nigel Lambert : Le second docteur

Résumé
Des diamants de grande valeur sont trouvés dans l'estomac de la victime d'un accident de la route. Le défunt, ventriloque amateur, travaillait pour la société de bourse Litoff.
Or certains associés et salariés de cette société ne se contentent pas d'amasser les dividendes. Ils ont décidé de tuer leur patron, comme le démontrera l'enquête de Steed et d'Emma au sein de l'entreprise.
Il sera beaucoup question d'une chienne de race lévrier russe dans l'épisode (prénommée « Bellhound » dans la version originale, et « Marquise » dans la version française).
Remarque
Il s'agit du remake de l'épisode Mort d'un Grand Danois (Death of a Great Dane) de la saison 2.

### Épisode 21:Meurtres à épisodes
Fiche technique
- Titre original : You have just been murdered (mot-à-mot : « On vient de vous tuer »)
- Sous-titre : Steed suit un million - Emma part avec (Steed chases a Million - Emma runs off with it)
- Réalisateur : Robert Asher
- Scénario : Philip Levene
- Directeur de la photographie : Alan Hume
- Directeur artistique : Len Townsend
- Décors : Robert Jones
- Costumes : Felix Evans
- Montage : Lionel Selwyn
- Date de première diffusion :  Royaume-Uni : 28 octobre 1967

Reste de la distribution
- Barrie Ingham : Unwin
- Robert Flemyng : Lord Maxted
- George Murcell : Needle
- Leslie French : Rathbone
- Geoffrey Chater : Jarvis
- Simon Oates : Skelton
- Clifford Cox : Chalmers
- John Baker : Hallam
- Les Crawford : Morgan
- Frank Maher : Nicholls
- Peter J. Elliott : Williams

Résumé
Des millionnaires sont l'objet d'un étrange chantage : victimes d'assassinats « à l'essai », ils devront payer une somme d'un million de livres sterling au cerveau de l'organisation, faute de quoi le meurtre sera effectivement commis. Plusieurs ont déjà payé, tandis qu'un seul, qui ne voulait pas payer, a été assassiné.
Steed et Mme Peel pistent donc la bande de malfaiteurs lors de la remise des rançons. Le problème est qu'ils agissent chacun de leur côté (d'où le sous-titre du film en VO)...

### Épisode 22:La dynamo vivante
Fiche technique
- Titre original : The Positive-Negative Man
- Sous-titre : Steed fait des étincelles - Emma est branchée sur le secteur (Steed makes the Parks Fly - Emma gets switched on)
- Réalisateur : Robert Day
- Scénario : Tony Williamson
- Directeur de la photographie : Ernest Steward
- Directeur artistique : Len Townsend
- Décors : Robert Jones
- Costumes : Felix Evans
- Montage : Bert Rule
- Date de première diffusion :  Royaume-Uni : 4 novembre 1967

Reste de la distribution
- Ray McAnally : Creswell
- Michael Latimer (en) : Haworth
- Caroline Blakiston : Cynthia Wentworth-Howe
- Peter Blythe (en) : Mankin
- Sandor Elès (en) : Maurice Jubert
- Joanne Dainton : Miss Clarke
- Bill Wallis : Charles Grey
- Ann Hamilton (en) : La réceptionniste

Résumé
Steed et Mme Peel enquêtent sur le cas d'un homme retrouvé mort, incrusté dans le mur de son bureau. Ils découvrent qu'un savant fou, évincé d'un projet gouvernemental, se venge sur ses anciens collègues, aidé par un comparse, bon « conducteur d'électricité »…
À eux deux, ils ont découvert comment créer une « dynamo humaine » : le courant électrique est envoyé par ondes-radio à l'homme-récepteur, qui est protégé par une huile spéciale non-conductrice. Ainsi il reçoit et diffuse l'électricité sans être affecté par celle-ci.
Le problème se corse lorsqu'Emma est faite prisonnière, branchée sur le courant électrique, et que Steed, en tentant de la délivrer, risque de s'électrocuter et de l'électrocuter…

### Épisode 23:Le village de la mort
Fiche technique
- Titre original : Murdersville
- Sous-titre : Emma épouse Steed - Steed se méfie  ( Emma marries Steed - Steed becomes a Father)
- Réalisateur : Robert Asher
- Scénario : Brian Clemens
- Directeur de la photographie : Alan Hume
- Directeur artistique : Len Townsend
- Décors : Robert Jones
- Costumes : Felix Evans
- Date de première diffusion :  Royaume-Uni : 11 novembre 1967

Reste de la distribution
- Colin Blakely : Mickle
- John Ronane : Hubert
- Ronald Hines : Le docteur Haymes
- John Sharp : Prewitt
- Sheila Fearn : Jenny
- Eric Flynn : Croft
- Norman Chappell : Forbes
- Robert Cawdron : Banks
- Marika Mann : Miss Avril
- Irene Bradshaw : Maggie
- Joseph Greig : Higgins
- Geoffrey Colville : Jeremy Purser
- Langton Jones : Chapman
- Tony Caunter : Miller
- John Chandos : Morgan
- Andrew Laurence : Williams

Résumé
Emma accompagne un ami d'enfance, Croft, qui vient d'acheter une belle demeure dans un petit village campagnard. Il a envoyé Forbes, son majordome, pour aérer la maison et commencer le déménagement.
Arrivés à la maison, Emma et Croft découvrent que Forbes a disparu. Puis Croft disparaît aussi !
Emma retrouve plus tard le majordome près d'une souche d'arbre : il est mort. Elle est soudain assommée.
Elle reprend connaissance dans la chambre d'une des maisons du village. Elle raconte ce qu'elle a vu mais bizarrement les habitants restent lymphatiques : apparemment nul ne la croit. Elle retourne à la souche d'arbre, accompagnée d'un homme de la compagnie : quand elle arrive près de la souche, le majordome a disparu et a été remplacé par un habitant du village.
Elle demande au Dr Haymes, médecin qui avait été appelé au village, de l'amener à son cabinet médical. Là, elle appelle la police, mais le policier qui se présente plus tard lui fait naître des doutes quant à sa qualité de policier. Il semble être complice. Elle exprime ses doutes auprès du médecin, qui se révèle être lui aussi complice des villageois et détenir les corps de Croft et de Forbes ! Après une brève lutte, elle est assommée une deuxième fois.
Elle se réveille au musée, où elle est ligotée avec quatre autres personnes. Ces prisonniers sont des habitants du village qui, honnêtes, ne voulaient pas assassiner des gens. Ils expliquent à Emma que ce village est le seul endroit d'Angleterre où l'on peut commettre impunément des meurtres… du moment qu'on paye bien les villageois !
Interrogée par les meurtriers sur les personnes qui savent qu'elle est venue au village, Emma prétend que son mari John le sait (d'où le sous-titre). On lui ordonne de l'appeler et d'apaiser ses doutes ou ses craintes. Elle appelle donc Steed, mais lui dit à mots couverts où elle est. Steed, qui trouvait bizarres le ton et les paroles d'Emma, comprend qu'elle est en danger.
Se rendant au village, il parviendra à la libérer (comme les autres prisonniers), après une bagarre générale avec les habitants.

### Épisode 24:Mission très improbable
Fiche technique
- Titre original : Mission... Highly Improbable
- Sous-titre : Steed est diminué - Emma voit le monde en petit (Steed falls into Enemy Hands - Emma is cut down to size)
- Réalisateur : Robert Day
- Scénario : Philip Levene
- Directeur de la photographie : Ernest Steward
- Directeur artistique : Len Townsend
- Décors : Robert Jones
- Costumes : Felix Evans
- Montage : Lionel Selwyn
- Date de première diffusion :  Royaume-Uni : 18 novembre 1967

Reste de la distribution
- Ronald Radd : Shaffer
- Jane Merrow : Susan
- Noel Howlett : Le professeur Rushton
- Francis Matthews : Chivers
- Richard Leech : Le colonel Drew
- Stefan Gryff : Josef
- Nicholas Courtney : Gifford
- Kevin Stoney : Sir Gerald Bancroft
- Peter Clay : Le sergent
- Nigel Rideout : Le caporal Johnson
- Cynthia Bizeray : La jeune femme blonde
- Nicole Shelby : La jeune femme brune
- Nosher Powell : Henrik
- Denny Powell : Karl

Résumé
Sir Gerald est un haut fonctionnaire du ministère de la défense, qui vient demander des comptes sur les dépassements de budget du professeur Rushton. Or ce savant vient de découvir une méthode révolutionnaire de miniaturisation des matériaux et des corps.
Son assistant, le Dr Chivers, prend l'appareil et miniaturise Sir Gerald, qui disparaît avec sa voiture ! Puis il va offrir ses services à l'ambassade d'URSS où officie le résident du KGB. Il propose de vendre le nouveau char d'assaut britannique (en VO, dénommé le « Saracen ») qui résiste, grâce à son nouveau blindage, aux tirs des missiles les plus précis.
Dans son enquête pour retrouver Sir Gerald ainsi qu'un autre militaire assassiné par Chivers, Steed se fera enfermer sans le vouloir dans le char d'assaut, qui sera miniaturisé par le bandit. Ce dernier remettra l'engin de guerre au général soviétique, Steed étant enfermé à l'intérieur. Steed appelle ensuite Emma avec le téléphone du bureau du général.
Emma vient à la base, où elle est enlevée par les bandits, qui la prennent pour la fille du professeur Rushton.
Par la suite, Steed parviendra à reprendre sa taille normale, mais aux dépens d'Emma qui sera miniaturisée à son tour ! Ces aventures expliquent le sous-titre de l'épisode.
En définitive, Emma reprendra sa taille normale, et ce sont Chivers et le général soviétique qui seront pris au piège de la miniaturisation, enfermés sous le chapeau melon de Steed.
Dans la conclusion, on apprend par la bouche de Steed que le professeur Rushton a détruit son invention ainsi que ses notes.
Remarque
Seul épisode de la 5e saison faisant appel à la science-fiction confinant au fantastique.